# Желдин, Константин Борисович
Константин Борисович Же́лдин (фамилия при рождении — Шваба́уер; 5 октября 1933, Москва, РСФСР, СССР — 4 января 2024, Москва, Россия) — советский и российский актёр театра и кино, заслуженный артист РСФСР (28 ноября 1991).

## Биография
Родился 5 октября 1933 года в Москве в еврейской семье.
В 1961 году окончил Театральное училище им. Б. В. Щукина. В 1962—1963 годах — актёр Театра на Малой Бронной. В 1966—2000 годах — актёр Театра на Таганке. С 2000 года — актёр театра «Около дома Станиславского».
Известен по ролям Осипова в телефильме «Адъютант его превосходительства», Холтоффа в сериале «Семнадцать мгновений весны», вспыльчивого таксиста в фильме «Брат 2», бандита Штехеля в сериале «Ликвидация», главного оценщика Гохрана Пожамчи в первой части сериала «Исаев».
Скончался 4 января 2024 года в Москве на 91-м году жизни.
Церемония прощания с актёром состоялась 10 января в Николо-Архангельском крематории. Прах захоронен на Кузьминском кладбище.

## Фильмография
- 1959 — Неподдающиеся — рабочий в общежитии (эпизод)
- 1960 — Мичман Панин — Барон фон Лемке II (эпизод)
- 1962 — Грешница — Михаил
- 1967 — Майор Вихрь — гестаповец в штатском, допрашивающий Колю
- 1967 — Таинственная стена — сотрудник вычислительного центра
- 1969 — Адъютант его превосходительства — капитан Виктор Захарович Осипов, офицер контрразведки Добровольческой армии
- 1972 — Схватка — майор Крафт
- 1973 — Семнадцать мгновений весны — Вильгельм Холтофф, следователь гестапо, оберштурмбаннфюрер СС
- 1975 — Фронт без флангов — Курт Шмидт
- 1979 — Ярость
- 1982 — Смерть на взлёте — Венсен
- 1983 — Будни прораба Зорина
- 1983 — Срок давности
- 1983 — И жизнь, и слёзы, и любовь — заведующий другим домом престарелых
- 1984 — Мёртвые души — отец Чичикова
- 1987 — Десять дней, которые потрясли мир
- 1987 — Этот фантастический мир Выпуск 13: «Бездна»
- 1987 — Шура и Просвирняк — сотрудник министерства
- 1995 — Грешные апостолы любви — врач
- 1997 — Хиппиниада, или Материк любви
- 1999 — Борис Годунов — Щелканов
- 2000 — Брат 2 — таксист в Москве
- 2002 — Неудача Пуаро — Паркер
- 2003 — Каменская 3 — Тимофеич
- 2004 — Долгое прощание — отец Ляли
- 2005 — Шекспиру и не снилось — Фриш Месмер
- 2006 — Карамболь
- 2006 — Аэропорт 2 — Кузнецов Алексей Иванович № 2
- 2006 — Кто в доме хозяин? — Семён Семёнович Воронин, дед Никиты
- 2007 — Заговор — премьер-министр России Борис Штюрмер
- 2007 — Закон и порядок: Преступный умысел — Леонид Владимирович Звездин
- 2007 — Ликвидация — Штехель
- 2007 — Трое и снежинка — Борман
- 2007 — Частный заказ
- 2008 — Срочно в номер 2 — Фунт
- 2009 — Всегда говори «всегда» 5 — Маликов
- 2009 — Исаев — Николай Макарович Пожамчи, ювелир, сотрудник Гохрана
- 2009 — Чудес не бывает — отец Жени
- 2010 — Доктор Тырса — спортивный врач
- 2010 — Сивый мерин — Бальмонт, лжесвидетель
- 2010 — Капитаны
- 2010 — Туман рассеивается — Б. Н. Пономарёв, секретарь ЦК КПСС
- 2010 — Счастливы вместе — смотритель в серии «Букинвильское привидение»
- 2010 — Папины дочки — Виктор Петрович, друг Жихаревой (280)
- 2011 — Бомбила — «Лёня Иркутский», криминальный авторитет
- 2011 — Папаши — Семён Михайлович
- 2011 — Знахарь 2: Охота без правил — Штерн
- 2011 — Терминал — Дмитрий Игнатьевич, генерал МВД
- 2011—2012 — Закрытая школа — Владлен Колчин (Риттер Вульф)
- 2012 — Братаны 3 — Андрей Викторович Носов
- 2012 — 2014 — Марьина Роща — Пётр Игнатьевич Савастьянов (Савва), вор в законе
- 2012 — Сёмин. Возмездие — Настройщик
- 2012 — Без срока давности (19-я серия «Я умру ещё раз») — Пётр Княжев
- 2012 — Учитель в законе. Возвращение — Константин Иванович Савинов, майор из уголовки на пенсии
- 2013 — Братья по обмену — Игнат Степанович Перечихин
- 2013 — Красные горы — Павел Ильич Булага, художник
- 2013 — Роковое наследство [Параллельная жизнь]— Егор Валентинович Екимов
- 2014 — Лесник (фильм 63. «Киллер») — Юрий Сергеевич Паршин, инвалид, глава банды киллеров
- 2014 — Самара-2 — Николай Григорьевич
- 2014 — Телохранитель — Григорий, часовщик
- 2014 — Чужая война
- 2015 — Озабоченные, или Любовь зла — дед
- 2015 — Алмазы Сталина
- 2015 — Тихий Дон — Дед Гришака
- 2017 — Матильда — Победоносцев, обер-прокурор Священного Синода
- 2017 — Аритмия — муж пожилой пациентки
- 2018 — Домашний арест — бывший партизан, полковник в отставке
- 2018 — Жёлтый глаз тигра — академик Веремеев
- 2018 — Никто не узнает — пожилой доктор
- 2019 — А у нас во дворе... 2 (6-я серия) — Леопольд Генрихович Четвертинский-Квашин, декан факультета природообустройства Института экологии и природных ресурсов
- 2020 — Хороший человек — сосед владельца «Победы»
- 2020 — Казанова — ювелир в Ленинграде
- 2020 — Волк — Яков Михайлович Гольцман, генерал-майор КГБ в отставке
- 2020 — Угрюм-река — Анания

### Озвучивание
- 2003 — Антикиллер 2: Антитеррор — генерал Адуев
- 2009 — Голем — садовник

## Награды и звания
- 1991 — заслуженный артист РСФСР